# 内海紘子
内海 紘子（うつみ ひろこ）は、日本の女性アニメーター、アニメ演出家、アニメ監督、漫画家。アニメーションドゥウ出身。大阪デザイナー専門学校アニメーション学科卒業。

## 参加作品

### テレビアニメ
2005年
- フルメタル・パニック!The Second Raid（第2原画（10話））

2006年
- 涼宮ハルヒの憂鬱（原画（6話・8話・11話・12話））
- Kanon（2006年 - 2007年、原画（4話・8話・12話・16話・20話・23話））

2007年
- らき☆すた（原画（1話・3話・9話・15話・21話））
- CLANNAD（2007年 - 2008年、原画（1話・3話・8話・13話・18話））

2008年
- CLANNAD 〜AFTER STORY〜（2008年 - 2009年、原画（3話・6話・10話・12話・15話・20話））

2009年
- 涼宮ハルヒの憂鬱（2009年版、原画（13話・16話・19話・21話・22話）、演出補佐（13話））
- けいおん!（原画（OP・1話・6話・14話））

2010年
- けいおん!!（原画（前期ED・1話・13話・後期OP・25話・26話）、絵コンテ・演出（7話・13話・19話・25話））

2011年
- 日常（原画（前期OP・1話・後期OP）、絵コンテ・演出（3話・9話・18話・19話））

2012年
- 氷菓（原画（前期OP・7話・後期OP・15話・21話）、演出（2話・7話・15話・21話）、絵コンテ（7話・15話・21話））
- 中二病でも恋がしたい！（絵コンテ・演出（10話・13話））

2013年
- たまこまーけっと（原画（OP）、絵コンテ（7話））
- Free!（監督、絵コンテ（OP・1話・4話・12話・ED）、演出（OP・1話・ED）、原画（12話））

2014年
- 中二病でも恋がしたい!戀（絵コンテ（5話））
- Free!-Eternal Summer-（監督、絵コンテ（OP・1話・2話・3話・13話・ED・Ex）、演出（OP・1話・13話・ED））

2016年
- DAYS（絵コンテ・演出（後期ED））
- 文豪ストレイドッグス（第2期、絵コンテ（20話・25話））

2017年
- 僕のヒーローアカデミア（第2期、絵コンテ・演出（後期ED））
- 将国のアルタイル（絵コンテ（12話・13話））

2018年
- BANANA FISH（監督、絵コンテ（1話・2話・3話・24話・前期OP・後期OP・後期ED）、演出（1話・24話・前期OP・後期ED）、作画監督補佐（20話））

2021年
- SK∞ エスケーエイト（原作・監督、キャラクター原案、絵コンテ（1話・2話）、演出（1話・12話））

2024年
- ぶっちぎり?!（原作・監督・絵コンテ・演出）

### 劇場アニメ
2009年
- 天上人とアクト人最後の戦い（原画）

2010年
- 涼宮ハルヒの消失（原画・演出）

2011年
- 映画けいおん!（原画・演出（石原立也、山田尚子と連名））

2016年
- 遊☆戯☆王 THE DARK SIDE OF DIMENSIONS（原画・作画監督）

2021年
- 僕のヒーローアカデミア THE MOVIE ワールド ヒーローズ ミッション（第2原画）

### OVA
2008年
- らき☆すたOVA（原画）

### 漫画
- Super Carve!（2016年 - ）アニメディア（学研プラス）にて連載中

### ゲーム
- ライドカメンズ（2024年） - メインキャラクターデザイン原案[5]

### その他
- 京都アニメーションCM「星編」（2011年）原画
- 京都アニメーションCM「水泳編」（2013年）　絵コンテ・演出
- 『きょうかいのかなた アイドル裁判! 〜迷いながらも君を裁く民〜』（2013年-2014年）、絵コンテ（2話・3話・4話・5話）、演出（1話・2話・3話・4話・5話）